# Olga Kochneva
Olga Aleksandrovna Kochneva (Dzerzhinsk, 29 de junho de 1988) é uma esgrimista russa, medalhista olímpica.

## Carreira
Olga Kochneva representou seu país nos Jogos Olímpicos de Verão de 2016, na espada. Conseguiu a medalha de bronze no espada por equipes.